# 高階為家
高階 為家（たかしな の ためいえ）は、平安時代後期の貴族。正三位・高階成章の子。官位は正四位下・備中守。紫式部の孫。白河上皇の近臣として知られ、関白藤原師実の家司としても仕えた。

## 経歴
後冷泉朝にて従五位下・周防守に叙任される。
白河朝初頭の延久4年（1072年）ごろ美作守に任ぜられたのち、播磨守・伊予守・近江守と富裕な大国・上国の国司を歴任する一方で、白河院の近臣や関白・藤原師実の家司も務め、承暦元年（1077年）には正四位下に叙せられている。しかし、寛治7年（1093年）春日神人を暴行したとして興福寺衆徒から訴えられ、為家は近江守を解かれて土佐国に配流となった。
のち許されて、承徳3年（1099年）丹後守に任ぜられて官界へ復帰し、康和4年（1102年）越前守、長治元年（1104年）備中守と引き続き受領を歴任した。
嘉承元年（1106年）11月14日に出家。最終官位は備中守正四位下。同年11月17日卒去。享年69。

## 官歴
- 後冷泉朝：叙爵（従五位下）。周防守[1]
- 延久4年（1072年） 12月29日：見美作守[2]
- 承保3年（1076年） 9月3日：見播磨守[3]
- 承暦元年（1077年） 12月18日：重任、正四位下[4]
- 永保元年（1081年） 11月3日：見播磨守[5]。日付不詳：伊予守[6]
- 応徳3年（1086年） 11月26日：重任[7]
- 寛治3年（1089年） 日付不詳：近江守[8]。12月24日：見近江守[9]
- 寛治7年（1093年） 正月19日：止中宮亮（中宮・媞子内親王）[9][10]。8月28日：配流土佐国[9][11]
- 承徳3年（1099年） 正月23日：丹後守[12]
- 康和4年（1102年） 8月10日：越前守[9]
- 長治元年（1104年） 12月27日：備中守[13]
- 嘉承元年（1106年） 11月14日：出家（備中守正四位下）[1]。11月17日：卒去[9]

## 系譜
- 父：高階成章
- 母：大弐三位 - 藤原宣孝・紫式部の娘
- 妻：藤原義忠の娘
  - 男子：高階為章（1059-1104）
- 生母不明の子女
  - 男子：高階為賢
  - 男子：高階為遠
  - 女子：源雅俊室 - 源顕親・顕重・顕俊・俊頼の母、従五位下掌侍、美濃内侍、高階業子
  - 女子：源家実室 - 高階基章、藤原国明の養子為忠の母
  - 女子：源有賢室 - 源資賢の母
  - 女子：源信雅室? - 源成雅の母?、藤原国明の娘という説もある
- 養子女
  - 養子：高階為行（1059-1107[14]） - 実は後冷泉天皇の子